# مولينيلا
مولينيلا (بالإيطالية: Molinella)‏ هي بلدية في مقاطعة بولونيا في إقليم إميليا رومانيا الإيطالي.

## السكان
في سنة 1861 بلغ عدد السكان 10٬002 نسمة، وتطور العدد ليصل في سنة 2011 لـ 15٬651 نسمة.
يظهر هذا المخطط البياني تطور النمو السكاني لـ مولينيلا

## أعلام
- أوغوستو ماليي
- جابرييل تينتي